# Нарын (блюдо)
Нары́н (кирг. наарын, нарын; каз. нарын; узб. norin; уйг. нерин‎) — традиционное мясное блюдо некоторых тюркоязычных народов. В целом, блюдо представляет собой мелко накрошенное отварное мясо с луковым соусом, в большинстве случаев также добавляется тонко нарезанная лапша.

## В национальных кухнях

### В киргизской кухне
Наарын — одно из самых древних и весьма почитаемых традиционных киргизских блюд. В народных сказках, песнях и эпосах часты упоминания об этом блюде. Раньше наарын готовили почти на всех праздниках, тоях. Наарын — составная часть ритуала подачи мяса. Основа традиционного средневекового наарына — мелко накрошенное отварное мясо заправленное соусом чык из дикого лука, чеснока, зелени и жирного бульона. Позже в наарын стали добавлять лапшу, такой наарын впоследствии стал широко известен под названием «бешбармак». Нарын упоминается в казахской пословице «Нарынды қырғыз турасын», что дословно переводится как «Пусть нарын крошит кыргыз» в смысле «Самые лучшие мастера приготовления нарына — кыргызы».

### В узбекской и казахской кухнях

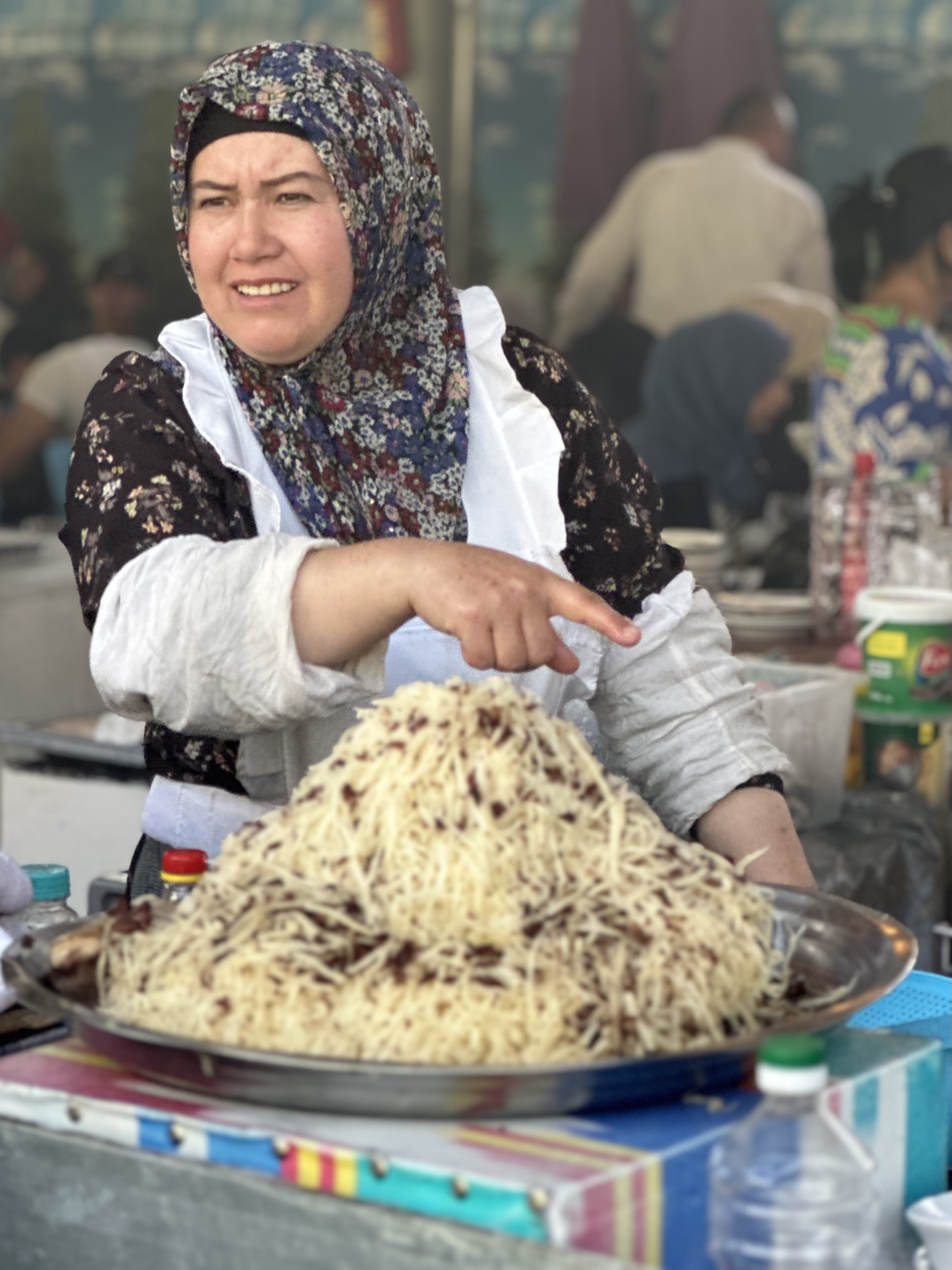
Женщина на базаре Чорсу продаёт нарын. Ташкент, Узбекситан, 2024 год

Узбекский нарын — популярное праздничное национальное блюдо, по значимости в узбекской кухне соперничающее со знаменитым среднеазиатским пловом. Узбекский нарын с лапшой сохранил своё оригинальное название до настоящего времени и присутствует главным образом в кухне ташкентского оазиса. В качестве мяса обычно используется конина из которой также готовят деликатесную колбасу казы добавляемую в нарын. В узбекском нарыне над мясом количественно преобладает лапша приготовленная особым образом. Отваренное в мясном бульоне тонко раскатанное тесто вынимают, смазывают растительным маслом для предотвращения слипания и, сложив в стопку, нарезают в тонкую лапшу. Аналогичным образом готовится лапша для казахского нарына, таласского варианта киргизского бешбармака и каракалпакского бешбармака турама. Затем мелко нарезанное мясо перемешивают с лапшой, обжаренным нашинкованным луком, специями и небольшим количеством жирного бульона.
Казахский нарын часто делают из остатков вчерашнего блюда «мяса по-казахски», в киргизской кухне называющегося кульчётай.

### В уйгурской кухне
Нерин упоминается в уйгурской пословице: «Если будет мука из Бешкерема, соль из Авата, девушки из Артуша, ах, какое вкусное получится блюдо нерин».
Мясо варится в воде до готовности, затем это мясо мелко нарезается, в бульоне варят тонко нарезанную лапшу, перемешивают нарезанное мясо с готовой лапшой, добавляют туда лук, который предварительно тонко шинкуют, заправляют перцем, разминают, заливают кипящим жирным бараньим бульоном, добавляют чёрный перец, сузму или намоченный в бульоне курт. Чем больше мяса и меньше теста, тем нерин вкуснее.